# Sergestes similis
Sergestes similis is een tienpotigensoort uit de familie van de Sergestidae. Het volwassen dier is 40 tot 54 mm lang. De wetenschappelijke naam van de soort is voor het eerst geldig gepubliceerd in 1903 door Hansen.

## Leefwijze
De garnaal maakt gebruik van bioluminescentie. Er werd vastgesteld dat ze kan regelen hoeveel licht ze afgeeft afhankelijk van de helderheid van het water.

## Leefgebied
De soort wordt gevonden in de noordelijke Stille Oceaan, van Japan tot de Golf van Californië, voor de kust van Chili en in het oostelijk deel van de zuidelijke Atlantische Oceaan.